# 동탁장기
동탁장기란 한 마디로 한수면 이길 때, 상대가 두게 되어 외통으로 지게 될 경우 상대방에게 한번 물러달라고 생떼를 써 빅장 처리해 다시 두는 장기다.

## 유래
동탁은 유비, 손견, 조조, 원소, 관우, 장비 등의 장수가 제일 싫어하는 장수였다. 특히 정사 삼국지에서는 손견과 동탁의 불구대천 관계가 매우 노골적으로 드러나 있다. 황건적의 난 이후로 십상시들을 약간 물리쳤다는 이유 하나로 제멋대로 소제를 폐지하고 헌제를 세운 뒤 헌제를 허수아비 황제로 앉히고 온갖 사치를 누리다 여포에게 죽는 장군이다. 이 그의 성격을 이용해 만든 장기라는 것이다.

## 유행 시기
지금은 거의 동탁장기 하는 사람이 없지만, 일제 강점기 때만 해도 엄청난 유행을 했다.

## 현재 근황
현재도 수를 자주 물리는 사람에게 "지금이 동탁장긴줄 알아?"라기도 한다.

## 같이 보기
- 산장장기
- 장기